# Biville-sur-Mer
Biville-sur-Mer ist eine Commune déléguée in der französischen Gemeinde Petit-Caux mit 848 Einwohnern (Stand 1. Januar 2022) im Département Seine-Maritime in der Region Normandie. Die Einwohner werden Bivillais genannt.
Die Gemeinde Biville-sur-Mer wurde am 1. Januar 2016 mit 17 weiteren Gemeinden zur Commune nouvelle Petit-Caux zusammengeschlossen. Sie hat seither den Status einer Commune déléguée. Die Gemeinde Biville-sur-Mer gehörte zum Arrondissement Dieppe und zum Kanton Dieppe-2.

## Bevölkerungsentwicklung
| Jahr      | 1962 | 1968 | 1975 | 1982 | 1990 | 1999 | 2008 |
| Einwohner | 287  | 323  | 344  | 524  | 547  | 534  | 660  |

## Sehenswürdigkeiten
- Kirche Saint-Rémi
- Kriegerdenkmal
- Öffentliche Bibliothek